# Nadezhda Makroguzova
Nadezhda Alexeyevna Makroguzova (en ruso: Надежда Алексеевна Макрогузова; Krasnodar, 2 de abril de 1997) es una deportista rusa que compite en voleibol, en la modalidad de playa. Ganó una medalla de bronce en el Campeonato Europeo de Vóley Playa de 2020, en el torneo femenino.

## Palmarés internacional
| Campeonato Europeo | Campeonato Europeo | Campeonato Europeo | Campeonato Europeo |
| Año                | Lugar              | Medalla            | Pareja             |
| ------------------ | ------------------ | ------------------ | ------------------ |
| 2020               | Jūrmala (Letonia)  | Medalla de bronce  | Svetlana Jolomina  |